# Dummar
Dummar (en árabe, دمر) es un distrito municipal de Damasco, Siria, localizado en el noroeste de la ciudad. Es el distrito más extenso de Damasco.

## Historia
El distrito comenzó a construirse durante los años 70, y sus primeros residentes empezaron a llegar a mitades de los años 80. Hoy es un gran suburbio de clase media, hogar de muchos profesionales damascenos.
El municipio incluye el barrio kurdo de Wadi al-Mashari (en árabe: وادي المشاريع‎: , en kurdo: Zorava que significa «valle de proyectos»).
Desde que comenzó la guerra civil siria, se conoce como el área más segura de Damasco, y acoge una maratón de caridad para niños con cáncer.

## Barrios

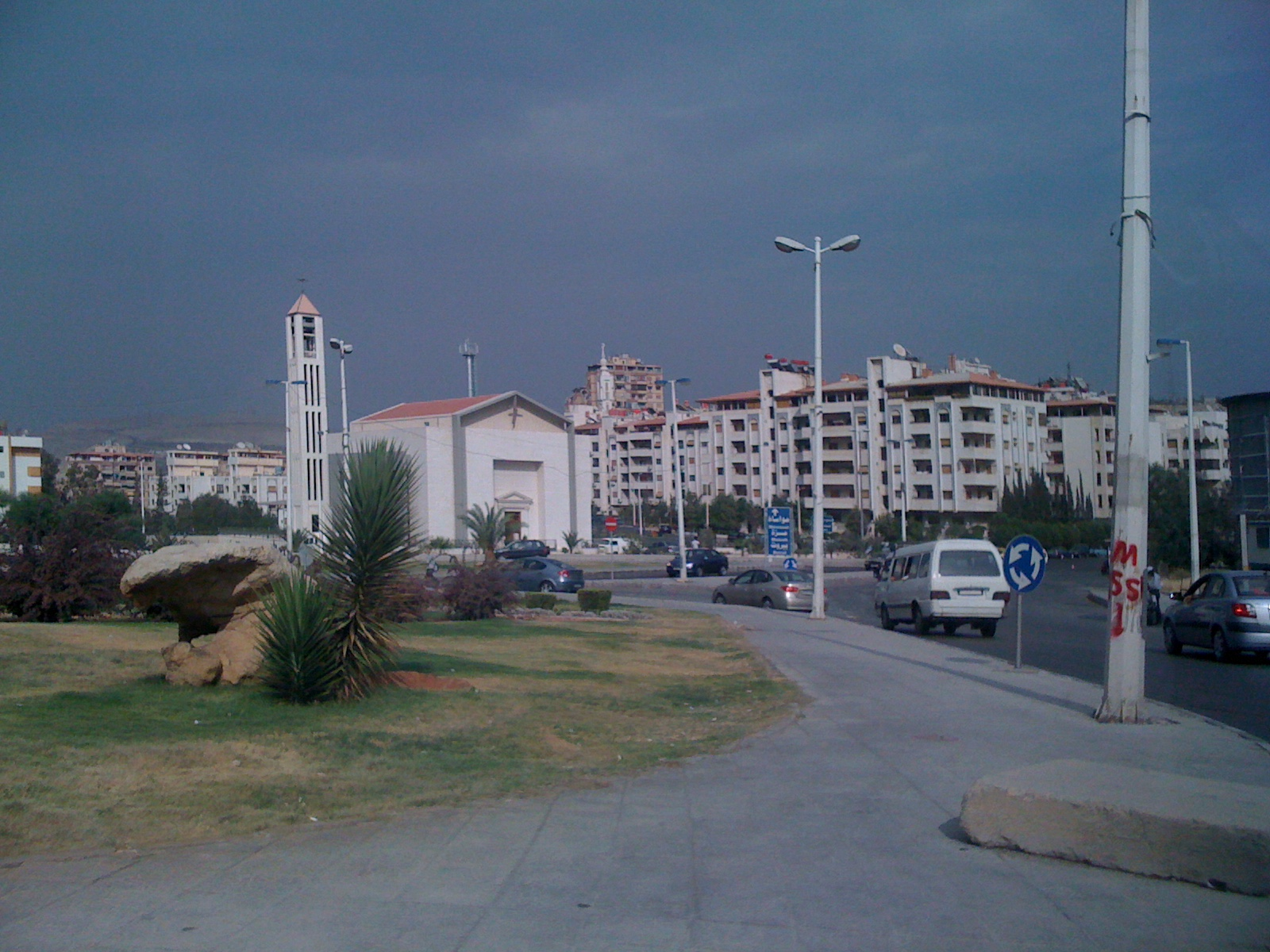
Dummar Iglesia y Mezquita en el fondo

- Al-Arin (pop. 14,285)
- Dahiyet Dummar (Pop. 18,739)
- Dummar al-Gharbiyah (Pop. 30,031)
- Dummar al-Sharqiyah (Pop. 19,739)
- Al-Wuroud (pop. 14,167)